# إعصار غاتي
إعصار جاتي أقوى إعصار استوائي وصل إلى اليابسة في الصومال، وواحد من الأعاصير المدارية القليلة التي حدثت في البلاد. في 21 نوفمبر تشكلت منطقة جاتي من منطقة ذات ضغط منخفض في بحر العرب . ثم اشتدت العاصفة بشكل متفجر ، لتصبح إعصارًا استوائيًا شديدًا في اليوم التالي. ضعفت منطقة جاتي قليلاً قبل وصولها إلى شمال شرق الصومال في 22 نوفمبر. تسببت العاصفة في مقتل 8 أشخاص على الأقل وتشريد أكثر من 15 ألف آخرين في البلاد.

## الاستعدادات والتأثير

### اليمن
أدى غاتي لهطول أمطار غزيرة تسببت في فيضانات مفاجئة على جزيرة سقطرى .